# Estigma (botánica)
En botánica se llama estigma a la parte del gineceo (parte femenina de las flores) que recibe el polen durante la polinización. 
Son regiones en el lado externo de la superficie de los carpelos (las hojas femeninas de la flor), separados del ovario por el estilo. Su superficie es generalmente papilosa, donde cada papila es una célula, y húmeda, dos rasgos que facilitan la adherencia del polen. Una vez en el estigma, el polen germina, abriéndose y dejando crecer desde él un tubo polínico a través del cual se desplazan el núcleo o núcleos que realizan la fecundación de los gametos femeninos. El tubo debe penetrar a través del tejido del estigma y del estilo.

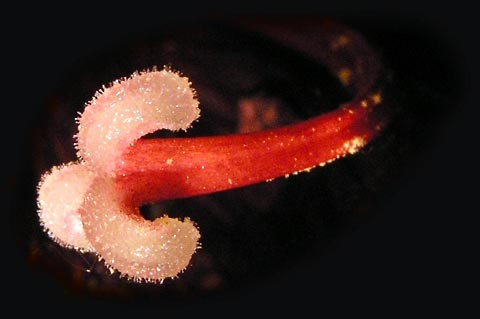
Estilo y estigmas de Amaryllis, donde se percibe su textura papilosa.
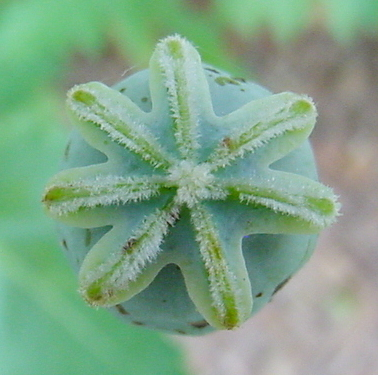
Estigma estrellado de adormidera (Papaver somniferum).
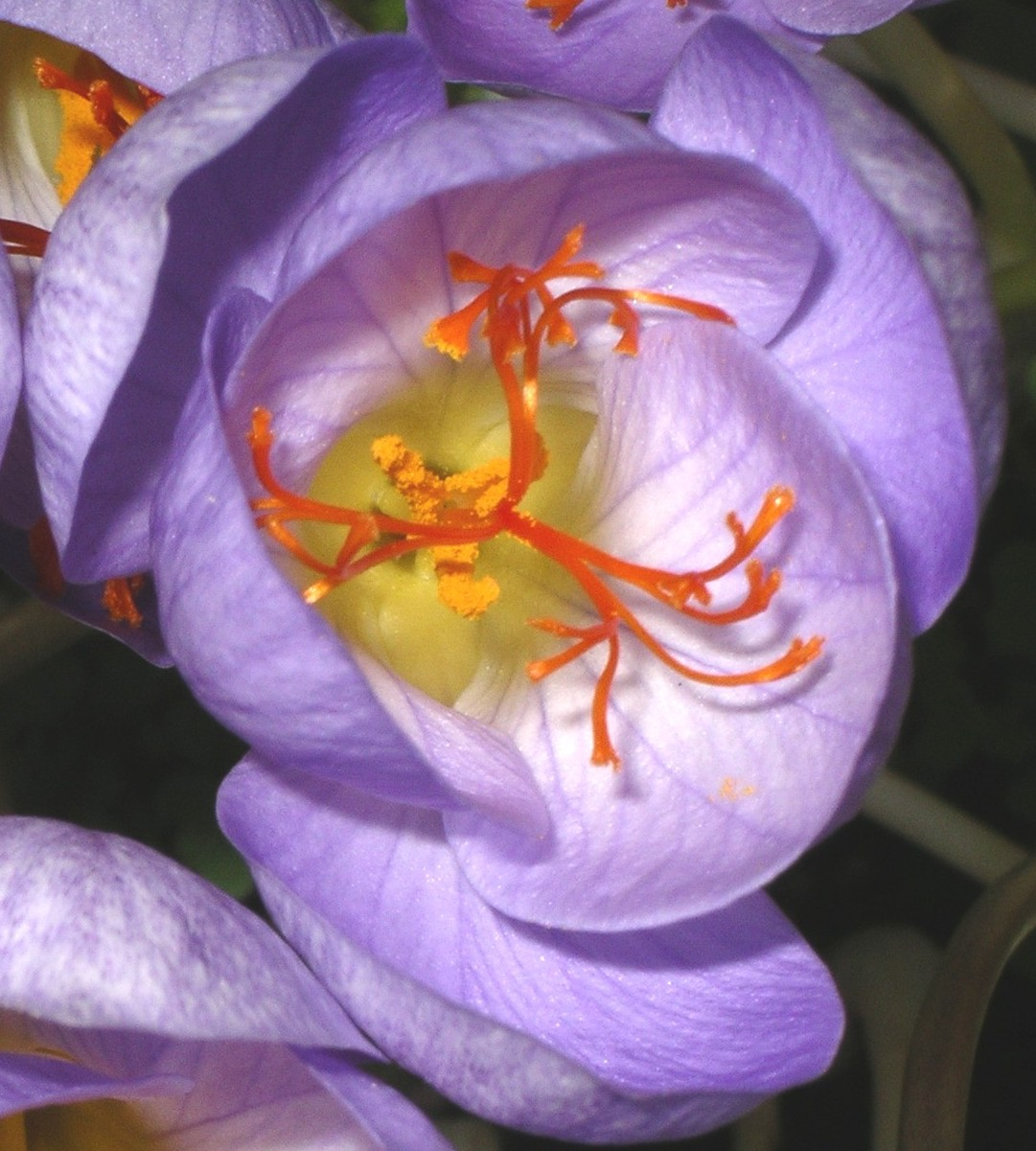
Flor de azafrán (Crocus sativus), las ramas son los estilos y estigmas.
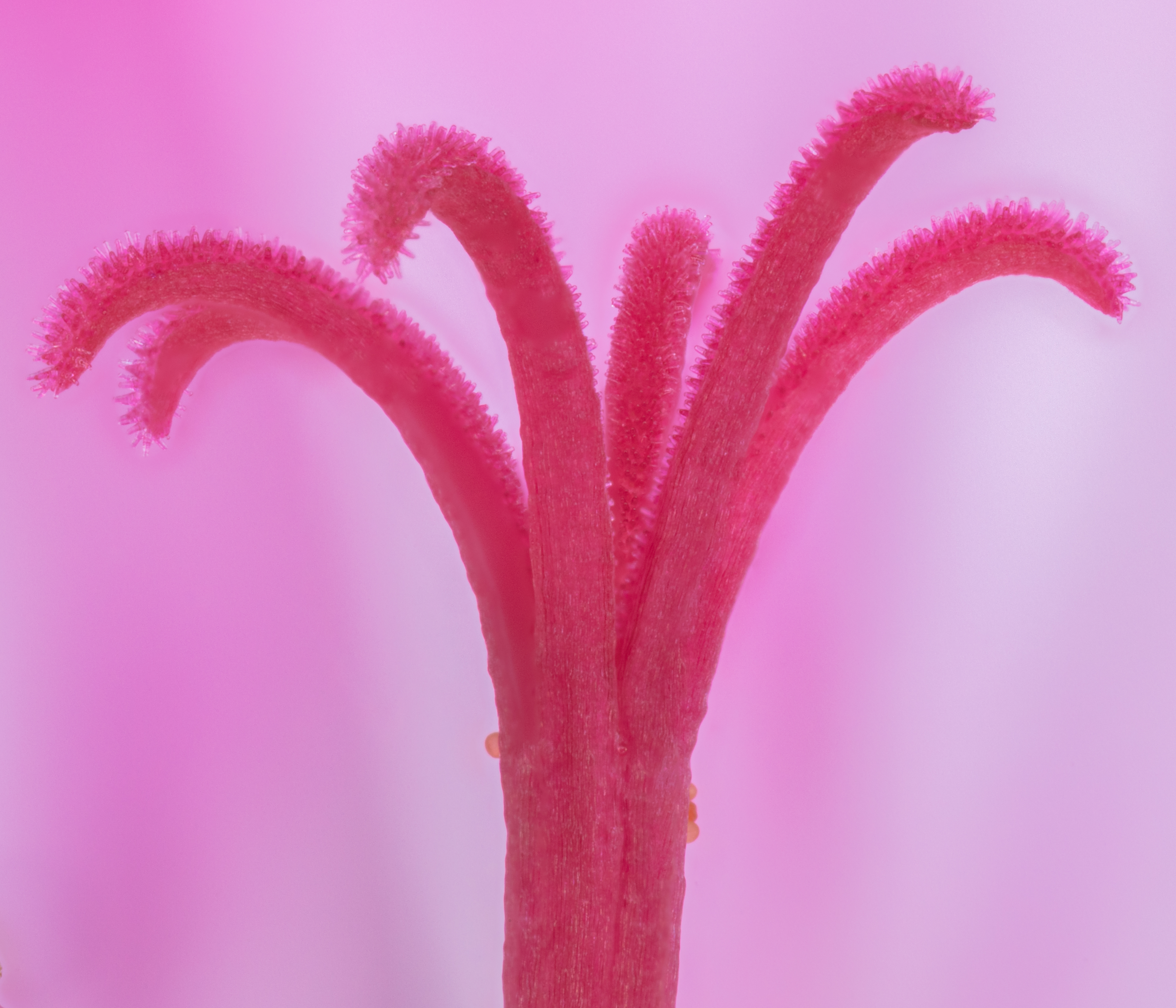
Vista de alta resolución de la estigma de una Pelargonium zonale.